# دونش بن تميم
أبو سهل دونش أونيم بن تميم، الشفلجي (ت:360هـ)  طبيب فلكي حاسب يهودي، من أعلام القرن الرابع الهجري. خدم كل من المنصور الفاطمي، والمعز لدين الله الفاطمي.

## مؤلفاته
- كتاب «التلخيص في الأدوية المفردة»، في الطب.
- سلسلة رسائل كرسالة المستلحق، في الطب.
- رسالة التغريب والتسهيل، في الطب.
- رسالة التنبيه. في الطب.
- كتاب في الفلك وحركة الكواكب أورد فيه تعديل السنين الشمسية بحساب الشهور القمرية،
- مصنف كبير في الفلك خدمة للمنصور الفاطمي.
- كتاب «الحساب الهندي المعروف بحساب الغبار».[4]